# Spindasis lohita
Spindasis lohita är en fjärilsart som beskrevs av Thomas Horsfield 1829. Spindasis lohita ingår i släktet Spindasis och familjen juvelvingar. Inga underarter finns listade i Catalogue of Life.

## Bildgalleri

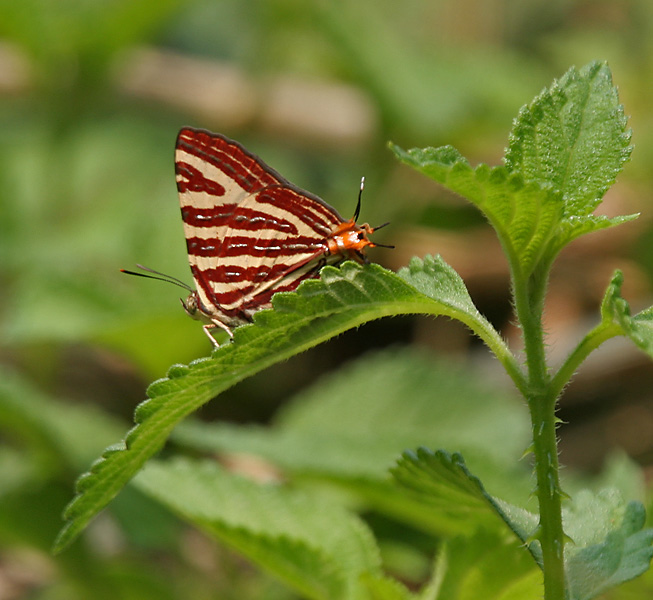
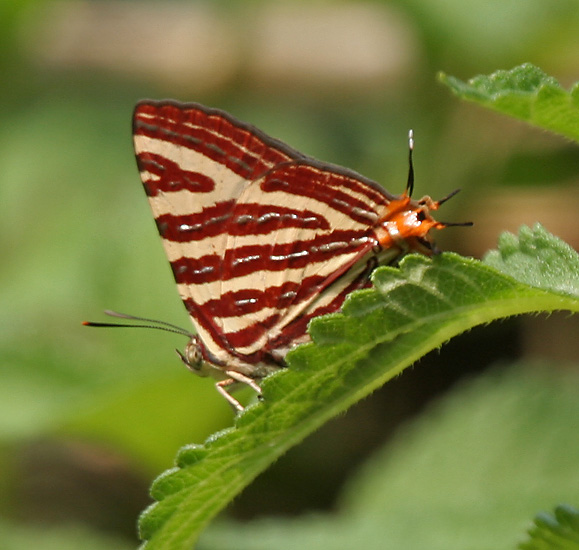